# Junioren-Fußball-Südamerikameisterschaft 1964
Die III. Junioren-Fußball-Südamerikameisterschaft 1964 fand vom 12. Januar 1964 bis zum 2. Februar 1964 in Kolumbien statt.
Ausgetragen wurden die Begegnungen zur Ermittlung des Turniersiegers der auch als Juventud de América bezeichneten Veranstaltung in den Städten Cali, Barranquilla, Bogotá und Medellín. Damit wurden erstmals in der Turniergeschichte mehrere Spielorte für die Abwicklung der Meisterschaft genutzt. Es nahmen am Turnier die Nationalmannschaften Argentiniens, Chiles, Kolumbiens, Paraguays, Perus, Uruguays und Venezuelas teil.
Gespielt wurde im Gruppenmodus in einer Siebener-Gruppe. Aus der Veranstaltung ging Uruguay als Sieger hervor. Damit gelang dem kleinen Land vom Río de la Plata der dritte Sieg in Folge. Die Plätze zwei bis vier belegten die Nationalteams aus Paraguay, Kolumbien und Chile.
Torschützenkönig des Turniers war der Chilene Jaime Bravo mit fünf erzielten Treffern.
Der Kader der Siegermannschaft bestand aus folgenden Spielern:
Homero Martínez (Canillitas), José Díaz (Cerro), Líber Arispe (Colón), Carlos Chiarini, Alfredo Labandeira (beide Liverpool), Gilberto Machado (Nacional), Oscar Barreto, Eduardo García, Raúl González, Juan Mogordoy, Carlos Paz, Jesús Villalba (alle Peñarol), Ladislao Mazurkiewicz (Racing), José Pérez, Rubén Techera, Leonardo Turia (alle Rampla Juniors), Enrique Alfano und Vito Fierro (beide Sud América).